# ピアッシング (小説)
『ピアッシング』は村上龍の小説。1994年（平成6年）12月に幻冬舎より刊行され、後に幻冬舎文庫にて文庫化された。

## あらすじ
デザイン事務所に勤める川島昌之は、ある晩以降「自分の子供をアイスピックで殺害するかもしれない」という強迫概念に囚われていた。その恐怖を消すために、彼は実際に売春婦をアイスピックで殺害する計画を思い立つ。彼はその計画を念入りにノートに書き込み、京王プラザホテルで実行することに決める。
一方、コールガールの佐奈田千秋は、幼いころ父親から性的暴行を受けたというトラウマを抱えていた。彼女は川島昌之に呼ばれ京王プラザホテルへ向かう。
京王プラザホテルにて邂逅した二人は、しばらく対話する。その後、佐奈田千秋はシャワーに入るが、そこでフラッシュバックに遭い自傷行為をしてしまう。それに気づいた川島正之は殺害を中止しようとするも、計画を書いたノートを佐奈田千秋に読まれてしまったと思い込み、再び彼女を刺殺することを決意する。

## 解説
この作品は児童虐待の精神的後遺症に焦点を当て、高い評価を得ている。特に主人公の二人に関し村上龍はあとがきにて「二人の主人公は『普通の人』であり、すべての心理プロットを誰にでも起こり得ることとして書かなければならない」と書いている。
蓮見重彦は「昨今の小説がまといがちな、自己言及的な批評性を完璧にまぬがれている」と評している。
本作を映画化したニコラス・ペッシェ監督は、「『ピアッシング』を気に入ったのは、どこか欧米のスリラー小説を揶揄（やゆ）するように描かれているところだね」と語っている。